# Тирол
Вижте пояснителната страница за други значения на Тирол.
Тиро̀л (на немски: Tirol [tiˈʁoːl]; на италиански: Tirolo) е историческа област в Северна Италия и Западна Австрия.

## История
В миналото областта е ядрото на историческото графство Тирол, което от XII век до 1919 година последователно е част от Свещената Римска империя, Австрийската империя и Австро-Унгария. След Първата световна война тя е разделена между Австрия и Италия, образувайки две съвременни административни единици:
- Провинция Тирол в Австрия, включваща Северен и Източен Тирол
- Регион Трентино-Алто Адидже/Южен Тирол в Италия, включващ провинциите Южен Тирол и Тренто